# Ordinario de la Misa
El Ordinario de la Misa (Latín: Ordo Missae) es el conjunto de oraciones y otras partes invariables (o casi) de la Santa Misa del Rito Romano. Este se contrasta con los Propios de la Misa, cantos, oraciones y lecturas que cambian durante el año litúrgico o para una fiesta litúrgica.
Se distingue de los Propios de la Misa, por ejemplo, la oración colecta, la oración sobre las ofrendas, y la oración de postcomunión.
El Ordinario se encuentra en el Misal Romano como una sección distinta en medio del libro, entre la Misas Pascuales y los Propios de temporadas y Santos.

## Los cantos del coro de la misa
Tradicionalmente cinco partes del Ordinario eran cantadas por un coro.
1. Kyrie eleison ("Señor Ten Piedad")
2. Gloria ("Gloria a Dios en el Cielo")
3. Credo ("Creo en un solo Dios"), el Credo Niceno
4. Sanctus ("Santo, Santo, Santo es el Señor"), cuya segunda parte empieza con la palabra "Benedictus qui venit" ("Bendito el que viene"), formaba parte separada antes de la reforma ordenada por el Concilio Vaticano II.
5. Agnus Dei ("Cordero de dios")

El Kyrie es el único canto en el idioma griego, y el texto de los demás es el Latín.
Antes del Concilio de Trento, los coros frecuentemente añadían versos muy elaborados para extender el Kyrie.
Generalmente, después del Concilio Vaticano II, toda la congregación canta estas cinco partes del Ordinario y además:
1. La aclamación después de la consagración de la Misa
2. El Pater Noster

## Los demás textos
Los textos del Ordinario de la Misa que no pertenecen al coro comprenden:
1. el saludo inicial
2. el acto penitencial
3. las oraciones de la preparación de los dones
4. la oración eucarística
5. el Pater Noster ("Padre nuestro"), las oraciones hasta la comunión del sacerdote y de los fieles, y las oraciones al purificar el cáliz;
6. la bendición final en el rito de despedida.